# Pierre Jallaud
Pierre Jallaud est un réalisateur français né le 10 octobre 1922 à Paris et mort à Lyon le 17 février 2006.

## Biographie
Pierre Jallaud est ancien élève de l'IDHEC, 2e promotion entrée en novembre 1944. Il fut membre de la Société civile des auteurs-réalisateurs-producteurs (ARP) depuis 1990, et ancien président de la Société des réalisateurs de films (SRF).

## Filmographie
- 1953 : Des maisons et des hommes, court métrage, 17 min (coréalisateur : François Villiers)
- 1953 : Donzère-Mondragon Bridge, court métrage, 21 min (coréalisateur : François Villiers). Commentaire d'Alain Allioux dit par Pierre Vaneck et Pierre Leproux. Images de Pierre Dolley et Roger Moride.
- 1953 : Quatre murs et un toit,
- 1955 : Fleuve Dieu, court métrage, 19 min, dit par Pierre Fresnay
- 1956 : Spirales, court métrage, 17 min
- 1958 : Rhône, fleuve perdu
- 1959 : Araya par Margot Benacerraf (Montage : Pierre Jallaud)
- 1960 : Le Journal d'un certain David, court métrage, 11 min (coréalisatrice : Sylvie Jallaud). A reçu le prix Hommage au court métrage, Festival de Cannes, 1960. Dessins de David Jallaud, musique de Thomas Jallaud
- 1960 : 47 rue Vieille du Temple, court métrage, 14 min
- 1960 : Comme un reflet d'oiseau, court métrage, 28 min (coréalisatrice : Sylvie Jallaud)
- 1961 : Une douce vie de chien, court métrage, 11 min (coréalisatrice : Sylvie Jallaud), musique de Jacques Bondon
- 1964 : Véronique et le chat, court métrage, 17 min (coréalisatrice : Sylvie Jallaud)
- 1964 : Le cinquième jour, court métrage, 10 min (coréalisatrice : Sylvie Jallaud)
- 1965 : Concorde ou la vie immédiate, tourné en 70 mm.
- 1965 : De Clément Ader à l'Aérospatiale
- 1967 : Réalité Concorde, court métrage, 11 min
- 1968 : L'Alouette répond toujours, court métrage, 18 min
- 1968 : Dans l'engrenage, court métrage, 8 min
- 1968 : Une infinie tendresse, long métrage, 92 min, avec José Guerra et Christophe Jean. Caméra : Georges Barsky. Montage : Philippe Gosselet
- 1969 : À l'infini, court métrage, 15 min
- 1970 : Recherche, court métrage, 8 min, musique par Alain Kremski
- 1973 : La Chaise vide, long métrage, 90 min, avec Maxime Le Forestier, Martine Chevalier, Cyril Stockman
- 1976 : Mode, 76 ans de collection
- 1977 : Les maladies de la terre
- 1977 : Motiver : trois réponses
- 1977 : Vivre ensemble
- 1985 : Le Temps d'un instant, long métrage, 92 min, avec Paul Crauchet et Janine Darcey. Caméra : Georges Barsky.
- 1990 : Voir l'éléphant de Jean Marbœuf : l'employeur
- Non daté : scénario de La Fleur et l'étoile, fin du XXe siècle